# Cherry Kiss

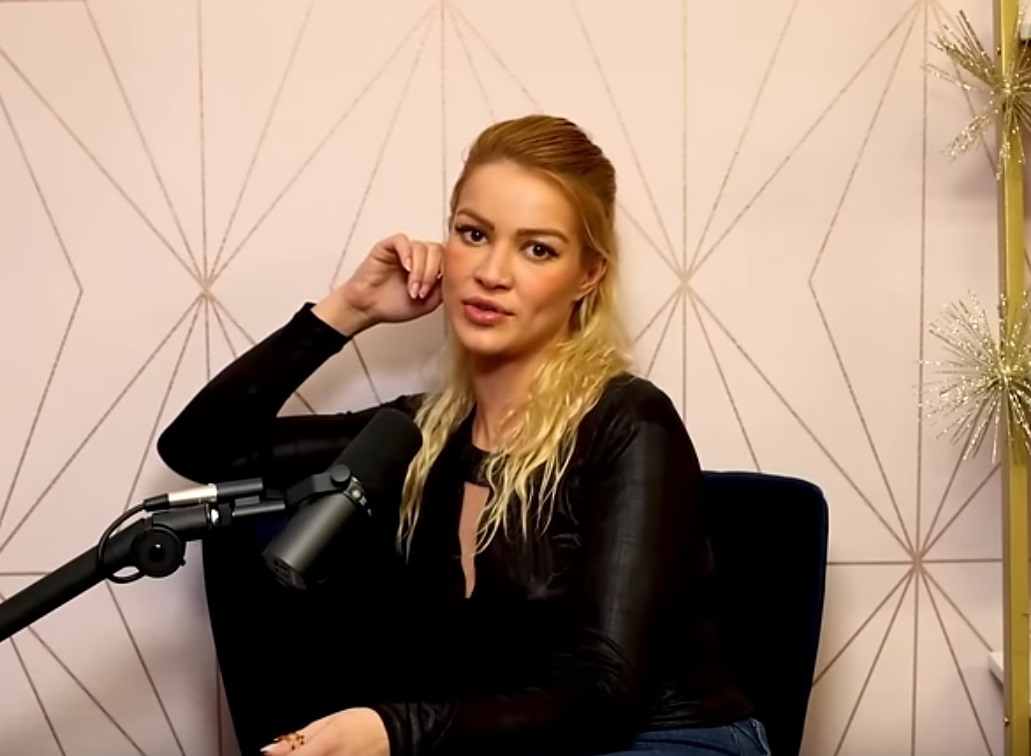
Cherry Kiss (2023)

Cherry Kiss (* 31. Dezember 1992 in Niš, Bundesrepublik Jugoslawien als Ivana Slavković) ist eine serbische Pornodarstellerin.

## Leben
Slavković wuchs in Niš auf, wo sie nach ihrer Schulzeit zuerst einen Abschluss als Krankenpflegerin machte. Anschließend begann sie in Belgrad mit einem Medizinstudium um Ärztin zu werden, brach dieses aber wieder ab, um stattdessen Jura zu studieren. Sehr zum Missfallen ihrer konservativen Familie zog Kiss im Alter von 19 Jahren nach Budapest, um einer Karriere als Fotomodell und Pornodarstellerin nachzugehen, wo sie zunächst mit dem Franzosen Pierre Woodman zusammenarbeitete.
Bekanntheit erlangte Kiss in ihrem Land schließlich durch ihre Teilnahme an der Realityshow Parovi. Nach ihrem Ausstieg machte sie Nacktfotos für das Männermagazin CKM. Anschließend drehte sie einen Film unter der Regie des Serben Slobodan Stanković. Einige Monate später wandte sie sich neuen Projekten zu, dieses Mal für eine slowenische Produktion; zusammen mit den kroatischen Pornostars Alexa Wilde und Tina Blade drehte sie den Film Gremo mi po svojo. Cherry Kiss setzte anschließend ihre Karriere in den USA fort. Sie ist bekannt für ihre Filme mit den Produktionsfirmen Marc Dorcel, Evil Angel und Private. Unter anderem spielte sie in der  Dorcel Produktion Une nuit à Paris eine der beiden Hauptrollen.
Kiss trat in der Vergangenheit auch unter den Pseudonymen Anna, Charry, Chary, Chary Kiss, Cherry White und Shirly in Pornoproduktionen auf.

## Auszeichnungen
- 2020: Xcritic Award – Scene of the Year (My Name is Zaawaadi)[10]
- 2021: XBIZ Europa Awards – Female Performer Of The Year[11]
- 2024: AVN Award – International Female Performer of the Year[12][2]

## Filmografie (Auswahl)
Die Internet Adult Film Database (IAFD) listet bis heute (Stand: März 2024) 1230 Filme, in denen sie mitgewirkt hat. Außerdem führte sie in 35 Filmen selbst Regie.
- 2013: Young Horse Riders
- 2014: Sex and Sensuality
- 2016: Soubrettes Services 9: Madame et sa soubrette
- 2017: Soubrettes Services 10: Soubrettes a partager
- 2017: Sinful Deeds and Dirty Dreams
- 2017: Secretary's Academy
- 2017: Masseuses
- 2017: Russian Institute 23: L'allumeuse
- 2018: Pornochic 29: Clea and Cherry
- 2019: Office Nymphs 4
- 2019: Blacked Raw 18
- 2019: Une nuit à Paris
- 2020: My Name is Zaawaadi
- 2021: Sharing With Stepmom 10
- 2022: Tushy Raw 39
- 2022: Sexual Appetites
- 2022: Sunset
- 2024: The Hunger